# Afroreptalus rustenburgi
Afroreptalus rustenburgi är en insektsart som först beskrevs av Synave 1952.  Afroreptalus rustenburgi ingår i släktet Afroreptalus och familjen kilstritar. Inga underarter finns listade i Catalogue of Life.